# Vijfhuizen (Zuid-Schalkwijk)
Vijfhuizen bestond al voor de inpoldering van de Haarlemmermeer: het vormde een van de landtongen die van het oude land werden afgesneden bij het graven van de ringvaart. Hierdoor kwam Vijfhuizen als een stuk oud land binnen de nieuwe polder te liggen. De Kromme Spieringweg heeft een kronkel die ongeveer langs de rand van die oude landtong loopt. Vijfhuizen behoorde tot het ambacht Nieuwerkerk aan de Drecht, Zuidschalkwijk en Vijfhuizen, dat viel onder het baljuwschap Kennemerland.
De eerste vermelding van het dorp Vijfhuizen was in 1531 op een oude kaart.